# Rulebreaker
Rulebreaker je jedanaesti studijski album njemačkog power metal sastava Primal Fear. Album je objavljen 22. siječnja 2016. godine, a objavila ga je diskografska kuća Frontiers Records.

## Popis pjesama
| 1.    | »Angels of Mercy«       | 3:35  |
| 2.    | »The End Is Near«       | 4:27  |
| 3.    | »Bullets & Tears«       | 3:05  |
| 4.    | »Rulebreaker«           | 4:38  |
| 5.    | »In Metal We Trust«     | 3:34  |
| 6.    | »We Walk Without Fear«  | 10:45 |
| 7.    | »At War with the World« | 4:06  |
| 8.    | »The Devil in Me«       | 4:44  |
| 9.    | »Constant Heart«        | 4:50  |
| 10.   | »The Sky Is Burning«    | 4:45  |
| 11.   | »Raving Mad«            | 3:14  |
| 51:43 |                         |       |

## Zasluge
Primal Fear
- Mat Sinner – bas-gitara, prateći vokali, produciranje
- Tom Naumann – gitara
- Ralf Scheepers – vokali, dodatni producent (vokala)
- Magnus Karlsson – gitara, klavijature, dodatni producent
- Alex Beyrodt – gitara
- Francesco Jovino – bubnjevi

Ostalo osoblje
- Alex Kuehr – fotografija
- Jobert Mello – ilustracije
- Stephan Lohrmann – omot albuma
- Jacob Hansen – inženjer zvuka, miksanje, mastering